# Konstantin Dimitrov

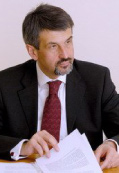
Konstantin Dimitrov

Konstantin Dimitrov este un om politic bulgar, membru al Parlamentului European în perioada ianuarie - mai 2007 din partea Bulgariei. 
1. 1 2  Strazha.bg
2. ↑  Deputații în Parlamentul European
3. ↑  Strazha.bg, accesat în 10 ianuarie 2023